# A Daughter of the West
A Daughter of the West è un film muto del 1918 diretto da William Bertram. Prodotto dalla Diando Film Corporation, aveva come interpreti la piccola Baby Marie Osborne, Frank Whitson, Marion Warner, Leota Lorraine, William Quinn.

## Trama
Tradito dalla moglie Stella con Allan Standish, Ralph Gordon prende la piccola June e se ne parte con lei nel West dove ha dei grossi interessi minerari. Nella cittadina di Hell's Gulch, dove va a vivere con la figlia, spadroneggia una banda di fuorilegge capitanata da "Rawhide" Pete. Il bandito taglieggia gli abitanti i quali, disperati, eleggono Ralph come loro nuovo sceriffo. In paese giunge poi anche Standish: l'uomo ha lasciato Stella causando con il suo abbandono la morte della donna.
Ralph, che ha preso per June come governante Sarah Malcomb, comincia a nutrire un profondo affetto per lei. Ma Standish, che nel frattempo si è alleato con "Rawhide" Pete, corteggia anche lui la ragazza. June aiuta a catturare il bandito ma Standish sfugge all'arresto rifugiandosi da Sarah che, mossa a compassione, lo nasconde. Ralph giunge alla conclusione che anche Sarah si stia rivelando infedele come già lo era stata Stella e, presa la bambina, va via da Hell's Gulch in treno, tornandosene nell'Est. Sarah, però, lo segue e gli dichiara il suo amore. I due, insieme alla piccola June, formeranno adesso una nuova famiglia felice.

## Produzione
Il film fu prodotto dalla Diando Film Corporation.

## Distribuzione
Il copyright del film, richiesto dalla Pathé Exchange, Inc., fu registrato il 7 maggio 1918 con il numero LU12371.

Distribuito dalla Pathé Exchange, il film uscì nelle sale cinematografiche degli Stati Uniti il 26 maggio 1918. Il 27 dicembre 1918, la Pathé Frères lo distribuì in Francia con il titolo Marie Osborne au far-west. Il film, in seguito, venne rieditato in una versione ridotta in tre rulli di 900 metri che uscì negli Stati Uniti il 28 maggio 1922.

### Conservazione
Della pellicola esistono ancora dei frammenti incompleti conservati negli archivi del BFI/National Film And Television Archive di Londra e agli Archives du Film du CNC di Bois d'Arcy.